# Hilda Lindgren
Hilda Octavia Charlotta Lindgren, född 8 april 1833 i Göteborg, död där i 25 januari 1917, var en svensk konstnär.

## Biografi
Lindgren var först elev vid Gustaf Brusewitz ritskola i Göteborg och verkade sedan några år som lärare där. Hon fortsatte sina studier i Stockholm som elev för Amalia Lindegren och Carl Gustaf Qvarnström och slutligen i Paris vid Ange Tissiers damateljé.  Hon var lärare för de kvinnliga eleverna på Göteborgs ritskola 1861–1911. Hilda Lindgren blev känd som en skicklig porträttmålare och har bland annat målat flera porträtt av Oscar II och drottning Sofia.
Från 1880-talet hade hon ateljé i huset vid Hästbacken (Kungsgatan 8) i Göteborg, där hon bodde hos sina fastrar från 1850-talet. Lindgren finns representerad vid bland annat Göteborgs konstmuseum

## Galleri

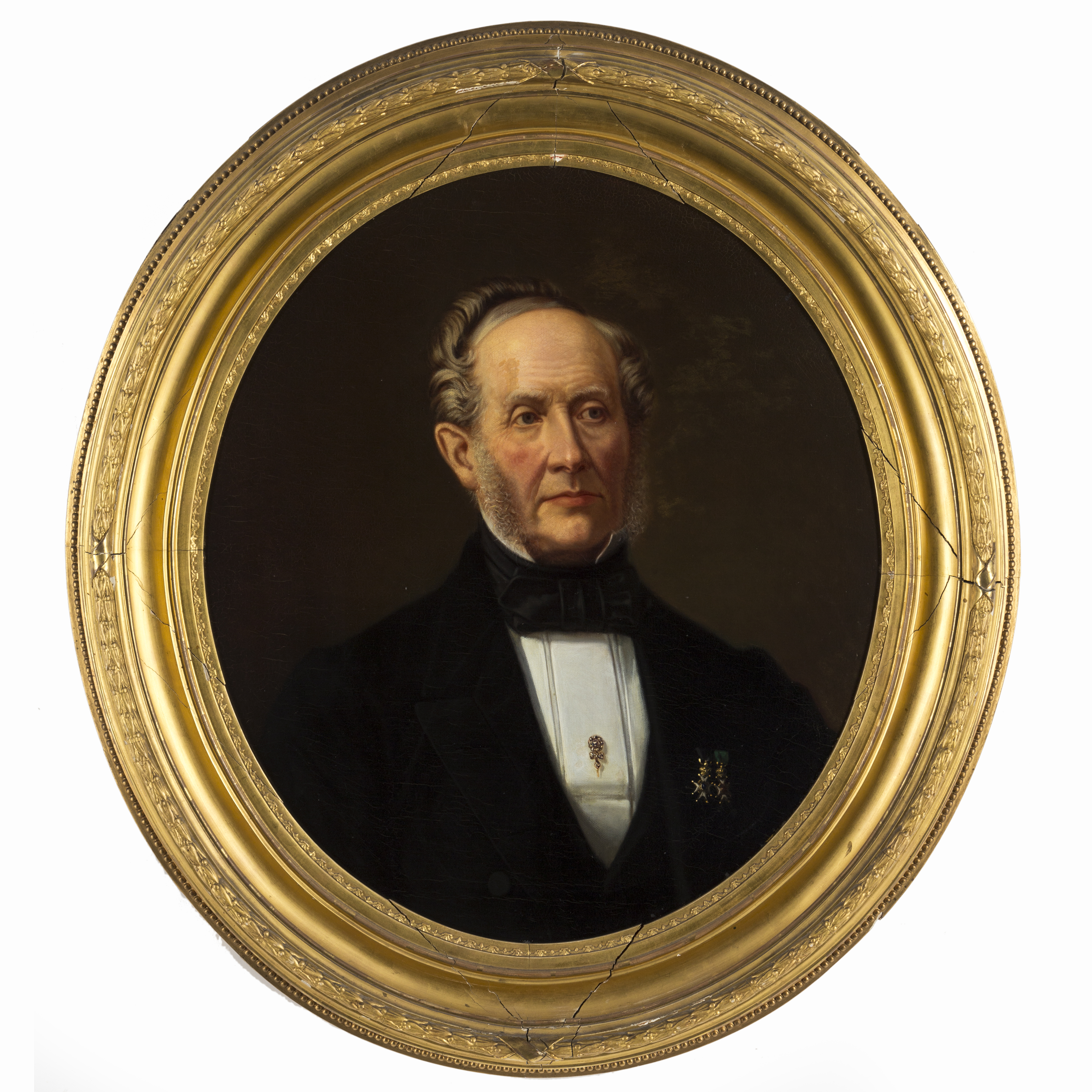
Porträtt av Eric Gustaf Lindström (1867)
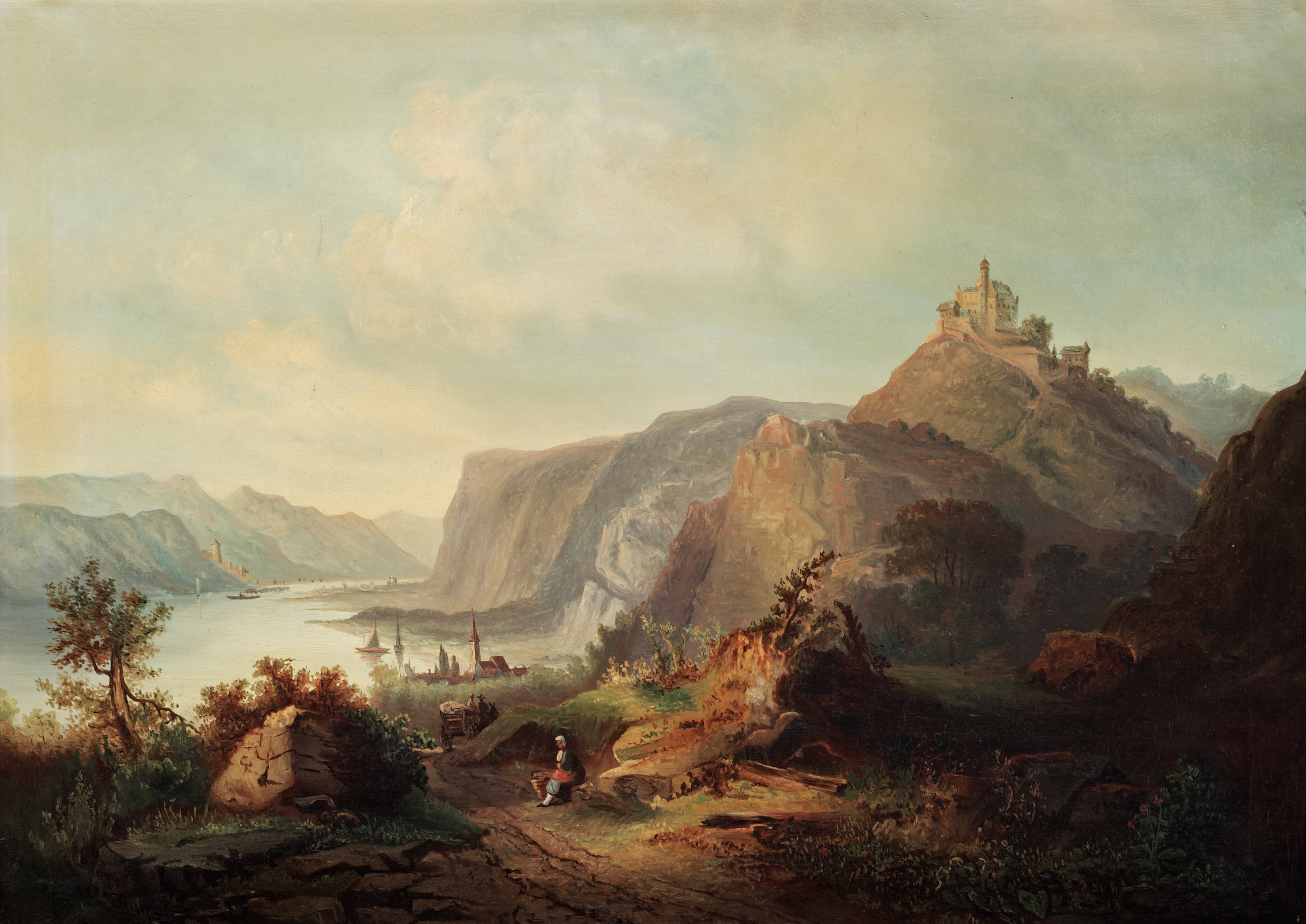
Rastande figurer i landskap med slott i fjärran (1870).
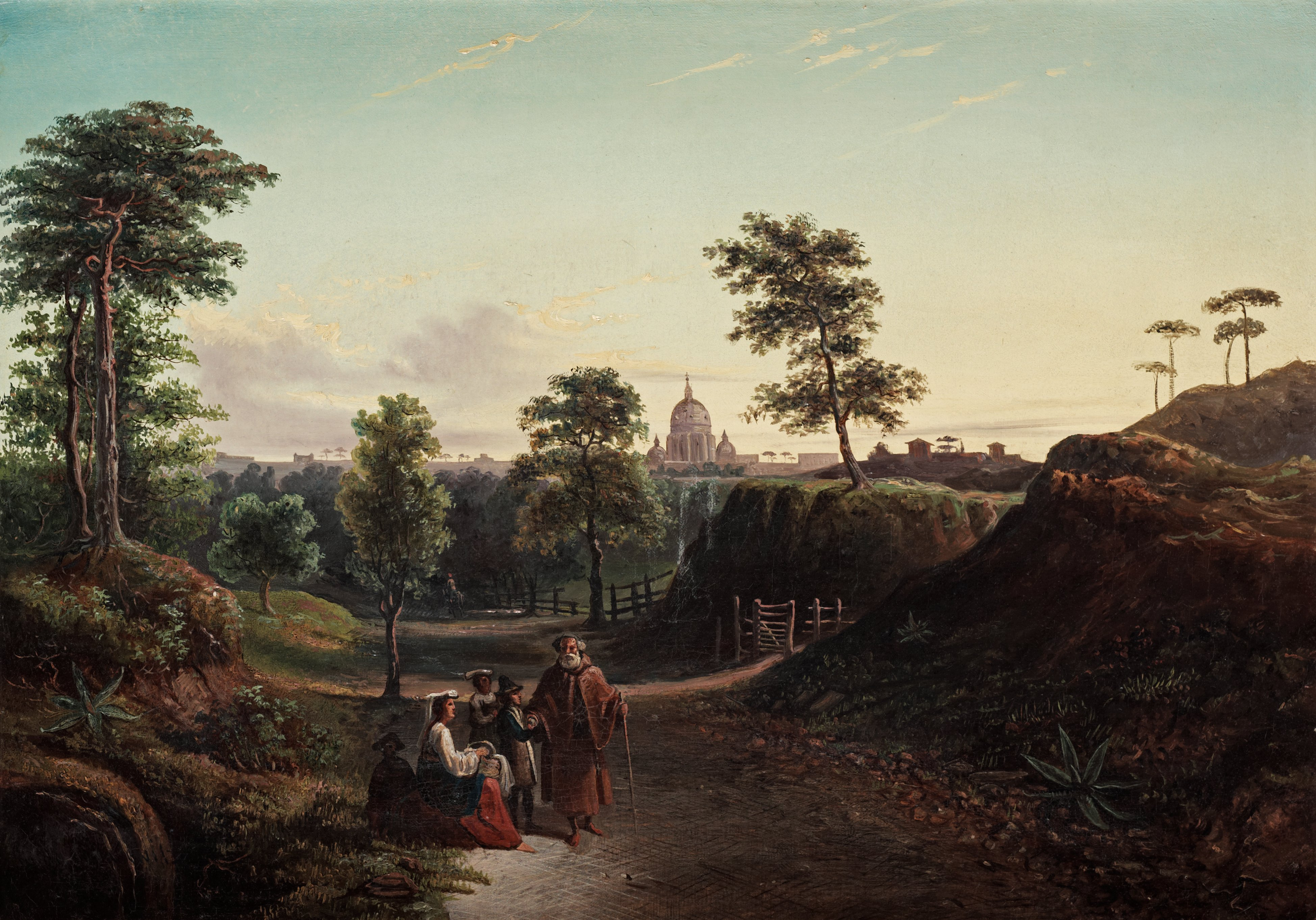
Rastande figurer på Via Appia i fonden Peterskyrkan (1871).
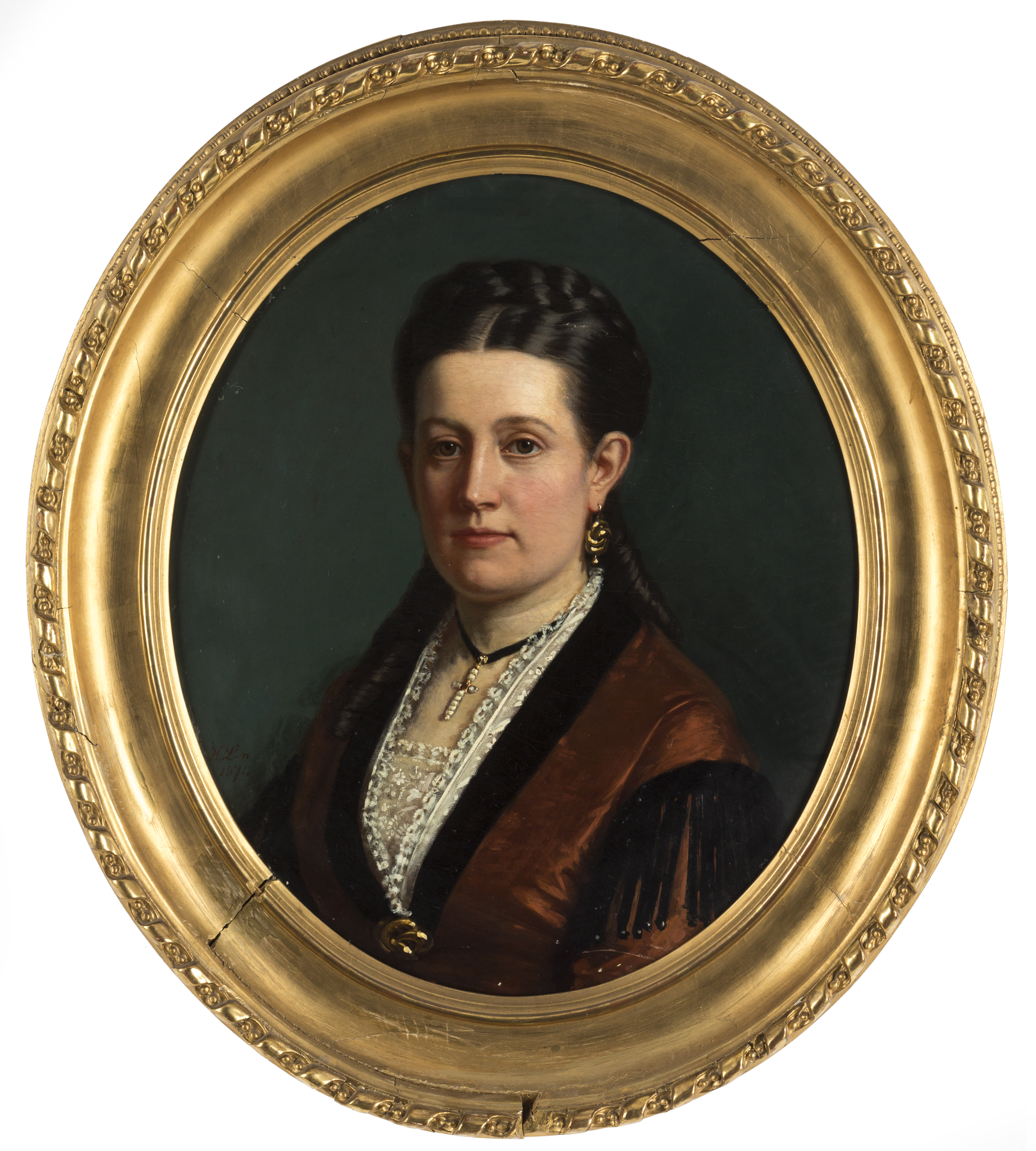
Porträtt av Jenny Hasselgren (1871)